# Tanguy Barro
Tanguy Sie Herman Barro (né le 13 septembre 1982 à Orodara en République de Haute-Volta, aujourd'hui Burkina Faso) est un footballeur international burkinabé, qui évolue au poste de milieu de terrain.

## Biographie

### Carrière en sélection
Avec l'équipe du Burkina Faso, il dispute 23 matchs (pour aucun but inscrit) entre 2001 et 2007. Il figure notamment dans le groupe des sélectionnés lors des Coupes d'Afrique des nations de 2002 et de 2004.